# Dainis Kazakevičs
Dainis Kazakevičs (ur. 30 marca 1981 w miejscowości Bauska) – łotewski trener piłkarski. Od stycznia 2020 roku jest selekcjonerem reprezentacji Łotwy w piłce nożnej. Zastąpił na tym stanowisku Slavišę Stojanovicia. Jako trener prowadził drużynę FK Jelgava, czy reprezentację do lat 21. Posiada licencję UEFA Pro.

## Mecze reprezentacji Łotwy pod wodzą Dainisa Kazakevičsa
| Lp  | Data                 | Miejsce rozegrania meczu | Przeciwnik  | Wynik | Źródło |
| --- | -------------------- | ------------------------ | ----------- | ----- | ------ |
| 1.  | 3 września 2020      | Ryga                     | Andora      | 0–0   | [ 11 ] |
| 2.  | 6 września 2020      | Attard                   | Malta       | 1–1   | [ 12 ] |
| 3.  | 7 października 2020  | Podgorica                | Czarnogóra  | 1–1   | [ 13 ] |
| 4.  | 10 października 2020 | Thorshavn                | Wyspy Owcze | 1–1   | [ 14 ] |
| 5.  | 13 października 2020 | Ryga                     | Malta       | 0–1   | [ 15 ] |
| 6.  | 11 listopada 2020    | Serravalle               | San Marino  | 3–0   | [ 16 ] |
| 7.  | 14 listopada 2020    | Ryga                     | Wyspy Owcze | 1–1   | [ 17 ] |
| 8.  | 17 listopada 2020    | Andora                   | Andora      | 5–0   | [ 18 ] |
| 9.  | 24 marca 2021        | Ryga                     | Czarnogóra  | 1–2   | [ 19 ] |
| 10. | 27 marca 2021        | Amsterdam                | Holandia    | 0–2   | [ 20 ] |
| 11. | 30 marca 2021        | Stambuł                  | Turcja      | 3–3   | [ 21 ] |